# Contea di Lamoille
La contea di Lamoille, in inglese Lamoille County, è una contea dello Stato del Vermont, negli Stati Uniti d'America. La popolazione al censimento del 2000 era di 23 233 abitanti. Il capoluogo di contea è Hyde Park.

## Geografia fisica
La contea si trova nella parte settentrionale del Vermont. L'U.S. Census Bureau certifica che l'estensione della contea è di 1202 km², di cui 8 km² coperti da acque interne.
Il territorio è prevalentemente montagnoso e a ovest si estendono le Green Mountains. Il fiume più importante è il Lamoille.
Il capoluogo è Hyde Park e altri centri importanti sono Morrisville, Cambridge, e Johnson.

## Storia
L'area era abitata dai nativi Abenachi. La contea fu creata nel 1835 e prende il suo nome dall'omonimo fiume che vi scorre.
A metà del XX secolo il turismo è diventata uno dei settori predominanti, insieme all'agricoltura e la produzione di legname.

### Contee confinanti
- Contea di Orleans - nord-est
- Contea di Caledonia - est
- Contea di Washington - sud
- Contea di Chittenden - ovest
- Contea di Franklin - nord-ovest

## Comuni
La Contea di Lamoille conta 10 comuni, tutti con lo status di town.
- Belvidere - town
- Cambridge - town
- Eden - town
- Elmore - town
- Hyde Park - (capoluogo)  town
- Johnson - town
- Morristown - town
- Stowe - town
- Waterville - town
- Wolcott - town

### Località
- Jeffersonville - village nel comune di Cambridge
- Cambridge - village nel comune di Cambridge
- Hyde Park - village nel comune di Hyde Park
- Johnson - village nel comune di Johnson
- Morrisville - village nel comune di Morristown